# Пут ин Беј
Пут ин Беј (енгл. Put-in-Bay) град је у америчкој савезној држави Охајо.

## Демографија
По попису из 2010. године број становника је 138, што је 10 (7,8%) становника више него 2000. године.
| Група             | 2000.       | 2010.        |
| Белци             | 127 (99,2%) | 138 (100,0%) |
| Афроамериканци    | 0 (0,0%)    | 0 (0,0%)     |
| Азијати           | 0 (0,0%)    | 0 (0,0%)     |
| Хиспаноамериканци | 0 (0,0%)    | 0 (0,0%)     |
| Укупно            | 128         | 138          |